# 筑後和傘
筑後和傘（ちくごわがさ）は、福岡県の筑後地方（主に久留米市、城島町など）で製作される伝統的な和傘。福岡県の特産民芸品に指定されている。

## 特徴
竹製の骨組みに和紙を貼り付け、さらに色とりどりの木綿糸で装飾を施すことで、華やかかつ繊細な仕上がりとなっている。和紙に施された蛇の目模様や漆塗りの黒が特徴であり、開いた際に映えるその美しさが高く評価されている。また、さした際に響く軽妙な雨音も魅力のひとつである。

## 歴史
筑後和傘の起源は江戸時代初期に遡る。ある神社の宮司が副業として始めたのが最初とされ、その後、下級武士の副業として生産が拡大した。
筑後川を利用した水運によって、日田や八女から竹や和紙を仕入れ、製作が行われていた。江戸時代末期には、その美しさと実用性からオランダへの輸出実績もあったとされる。
昭和20年代には城島町内だけでも100軒以上の和傘屋が存在していたが、洋傘の普及や生活様式の変化により、和傘産業は一度衰退した。その後、和傘職人の子孫や地元有志により保存会が結成され、筑後和傘の技術と文化の継承が試みられている。現在では、贈答品や舞踊の小道具、インテリアとしての需要に応えたオーダーメイドの製作が行われている。